# Bolesław Zoń
Bolesław Zoń (ur. 11 lutego 1940 w Czernichowie, zm. 12 września 2002 w Warszawie) – pułkownik pilot ludowego Wojska Polskiego, pilot szybowcowy i doświadczalny.

## Życiorys
Syn Jana i Antoniny z domu Pszczółki. W 1953 roku rozpoczął naukę w liceum ogólnokształcącym i zainteresował się szybownictwem. W 1956 roku rozpoczął szkolenie w Górskiej Szkole Szybowcowej „Żar”. 25 października 1956 roku uzyskał Srebrną Odznakę Szybowcową nr 1266 i wkrótce uzyskał uprawnienia instruktora szybowcowego. Ponadto rozpoczął szkolenie samolotowe, a w 1961 roku zdał maturę. 27 kwietnia 1962 roku został powołany do odbycia zasadniczej służby wojskowej, otrzymał przydział do Centrum Szkolenia Specjalistów Artylerii i Radiotechniki w Bemowie Piskim. 3 stycznia 1963 roku uzyskał przeniesienie do Oficerskiej Szkoły Lotniczej im. Żwirki i Wigury w Radomiu, z której (po jej likwidacji) został przeniesiony do Oficerskiej Szkoły Lotniczej w Dęblinie. Szkołę ukończył w listopadzie 1965 roku i otrzymał promocję na stopień podporucznika. Został przydzielony do 39 pułku lotnictwa myśliwskiego w Mierzęcicach, gdzie służył do 1976 roku. Przeszedł przeszkolenie na samolotach MiG-21, uzyskał uprawnienia pilota doświadczalnego.
W 1976 roku został przeniesiony do 45 lotniczej eskadry doświadczalnej w Modlinie, gdzie 1 lipca 1978 roku został zastępcą dowódcy ds. liniowych. Od lipca 1984 roku zajmował stanowisko dowódcy tej eskadry. Podnosił swe kwalifikacje zawodowe, w 1978 roku ukończył studia w zakresie pedagogiki, w 1986 roku uzyskał klasę mistrzowską pilota lotnictwa wojskowego . W 1987 roku zwyciężył w Całorocznych Zawodach Szybowcowych Aeroklubu Bielsko-Bialskiego o memoriał Stanisława Skrzydlewskiego. W tym samym roku ufundował puchar im. Jana Kubicy, który był co roku przyznawany pilotowi który uzyska na szybowcu najlepszy wynik na trasie Bielsko-Biała–Leszno–Bielsko-Biała.
Zajmował się badaniem w locie wojskowych samolotów o napędzie tłokowym i odrzutowym w kraju i za granicą. Uczestniczył w oblocie prototypu samolotu I-22 Iryda. 7 grudnia 1990 roku, w związku z osiągnięciem wieku 50 lat i niemożnością wykonywania pracy pilota doświadczalnego, odszedł do rezerwy.
Zaangażował się w działalność Aeroklubu Bielsko-Bialskiego, został w 1990 roku wybrany na jego prezesa. Na bemowskim lotnisku był szefem placówki lotnictwa gospodarczego i dużo latał za granicą, biorąc udział w gaszeniu pożarów w Hiszpanii, Turcji i Afryce. Ponadto był biegłym sądowym przy Sądzie Okręgowym w Warszawie z zakresu lotnictwa ze specjalnością w zakresie samolotów lekkich, szybowców i śmigłowców .
Rozwijał posiadane uprawnienia, był pierwszym Polakiem wyszkolonym na śmigłowcu Robinson R22, 25 sierpnia 2000 roku na lotnisku Aleksandrowice oblatał replikę samolotu RWD-5, 25 września 2001 roku wykonał na jeziorze Jeziorsko pierwsze w Polsce loty na amfibii Sea Witch.
W swej karierze pilota wylatał na różnych typach samolotów, śmigłowców i szybowców około 20 tysięcy godzin, co jest ewenementem (podobne naloty osiągają jedynie piloci komunikacyjni). Zmarł 12 września 2002 roku w Warszawie, został pochowany na cmentarzu w Międzybrodziu Żywieckim.

## Ordery i odznaczenia
- Krzyż Oficerski Orderu Odrodzenia Polski,
- Krzyż Kawalerski Orderu Odrodzenia Polski,
- Złoty Krzyż Zasługi,
- Złoty Medal „Za zasługi dla obronności kraju”,
- Srebrny Medal „Za Zasługi dla Obronności Kraju”,
- Brązowy Medal „Za Zasługi dla Obronności Kraju”,
- Medal „Siły Zbrojne w Służbie Ojczyzny”,
- odznaka Zasłużonego Działacza Lotnictwa Sportowego,
- Diamentowa Odznaka Szybowcowa.

## Upamiętnienie
Aeroklub Modliński nosi imię pułkownika pilota Bolesława Zonia , jego imieniem nazwano skwer przy ulicy 29 listopada w Nowym Dworze Mazowieckim. Znajduje się tam także pomnik poświęcony jego pamięci, który odsłonięto w 2003 roku. 14 maja 2019 roku Rada Miejska w Nowym Dworze Mazowieckim uchwałą nr IV/43/2019 nadała mu pośmiertnie tytuł „Honorowego Obywatela Miasta Nowy Dwór Mazowiecki” .